# Derolus rufimembris
Derolus rufimembris är en skalbaggsart som beskrevs av Maurice Pic 1933. Derolus rufimembris ingår i släktet Derolus och familjen långhorningar. Inga underarter finns listade i Catalogue of Life.